# Olevano di Lomellina
Olevano di Lomellina (Ulévän in dialetto lomellino) è un comune italiano di 723 abitanti della provincia di Pavia in Lombardia. Sorge a circa 800 m dalla riva sinistra del fiume Agogna in una zona pianeggiante al centro della Lomellina. L'abitato, che conserva l'aspetto del tipico borgo rurale, si sviluppa con pianta dispersa attorno alle strade provinciali SP 57 e 14.

## Storia
Un famoso storico lomellino dell'Ottocento descriveva la popolazione lomellina come gente buona, laboriosa, proba ed istruita ma con lo spiccato difetto delle liti per ragioni di proprietà, è proprio in una sentenza del 10 luglio 789, emessa a seguito di una di queste liti, che viene citata per la prima volta una località di nome Orevanum. L'origine del borgo sembra essere tuttavia molto più antica: alcuni storici fanno derivare il nome di Olevano da Aula Laevorum, cioè Corte dei Levi, antiche popolazioni liguri che abitavano queste zone un millennio prima di Cristo; altri, forse con maggior ragione, derivano l'etimo dalla voce celtica Ianum, cioè pianura, o meglio dall'espressione Ol Ebam, con la quale i Celti avrebbero indicato la pianura nella valle.
I ritrovamenti archeologici effettuati nel 1892 nei pressi della cascina Melegnana ed in località Dosso di Francia e nel 1903 in località Mortizza hanno portato alla luce numerosi sepolcreti con i relativi corredi funebri di epoca gallo-romana, confermando che la zona orientale del territorio comunale era attraversata da un'antica strada romana che dal Sempione portava a Genova.
Nulla si conosce delle vicende del borgo sotto la dominazione dei Longobardi e dei Franchi. Nel 1014 lo ritroviamo citato in un diploma di Enrico II col nome di Olivolum, nell'elenco delle terre concesse al vescovo di Vercelli. Nel corso dell'XI secolo entrò a far parte della Contea di Lomello, che, sotto la guida di Ottone, conte del Sacro palazzo di Pavia, si andava estendendo su tutto il territorio dell'attuale Lomellina. Nel 1164 l'imperatore Federico Barbarossa concesse il feudo ad Uberto de' Olevano, ammiraglio, giurista ed abile negoziatore dell'impero, capostipite della nobile famiglia Olevano, che pur perdendo i diritti feudali, conservò le numerose proprietà, dominando ininterrottamente dal poderoso fortilizio olevanese fino al XIX secolo.
Con l'avvento della signoria Sforzesca il feudo fu concesso nel 1467 agli Attendolo Bolognini che condivideranno i redditi del feudo camerale con la famiglia Beccaria (del ramo di Santa Giuletta) fino al 1630, quando, estinti questi ultimi, poterono riunire nelle loro mani le rendite del feudo. Nel 1688 fu acquistato interamente da Lorenzo Taverna, conte di Landriano e signore di Cilavegna, ed i suoi discendenti rimasero Signori di Olevano fino alla fine del feudalesimo (1797).
Per quanto riguarda l'istituzione comunale, i delegati di Olevano parteciparono alla congregazione del principato di Pavia tenutasi a Pieve del Cairo nel 1566 in cui venne definito il corpo amministrativo delle comunità del Principato di Pavia. Una nuova congregazione si svolgerà a Pavia tra il 4 e il 6 gennaio 1567, sono presenti tutte le 20 comunità già precedentemente riunitesi, compresa Olevano, che hanno diritto di voto.
A seguito della guerra di successione spagnola, nei primi mesi del 1707 (ma ufficialmente con il trattato di Utrecht, del 17 aprile 1713), l'Austria consegnò a Vittorio Amedeo II la Lomellina ed il 18 marzo Olevano e le altre comunità prestarono giuramento di fedeltà e omaggio al nuovo signore, entrando a far parte del regno sabaudo. In tale anno conta 525 abitanti. Nella compartimentazione territoriale sabauda del 1723 il comune entra a far parte della provincia Lomellina e dipende dalla prefettura di Mortara.
Nel corso del Settecento Olevano cambiò volto: i marchesi Olevano trasformarono l'antico castello (di cui avevano mantenuto il possesso nonostante non fossero feudatari del luogo) in una comoda villa, ricostruirono con l'aiuto di tutta la popolazione una nuova chiesa ed intrapresero importanti opere di bonifica e canalizzazione, estendendo la coltivazione del riso.
Durante la parentesi napoleonica Olevano fu inserito nel dipartimento dell'Agogna, distretto di Vigevano e nel 1818, con l'istituzione della provincia di Lomellina, ne entrò a far parte. Nello stesso anno fu anche trasferito nella diocesi di Vigevano.
A seguito della seconda guerra di Indipendenza (1859) e all'annessione al regno di Sardegna delle province della Lombardia, Olevano ricadde sotto la provincia di Pavia, mandamento di San Giorgio.
Dopo la costituzione del Regno d'Italia, nel 1863, cambiò la denominazione in Olevano di Lomellina (RD 15 marzo 1863, n. 211) per distinguerlo dagli altri comuni recanti lo stesso nome: Olevano Romano e Olevano sul Tusciano.

### Simboli
Lo stemma e il gonfalone sono stati concessi con DPR 20 aprile 2000.
Il gonfalone è un drappo di azzurro.

## Monumenti e luoghi d'interesse

### Castello

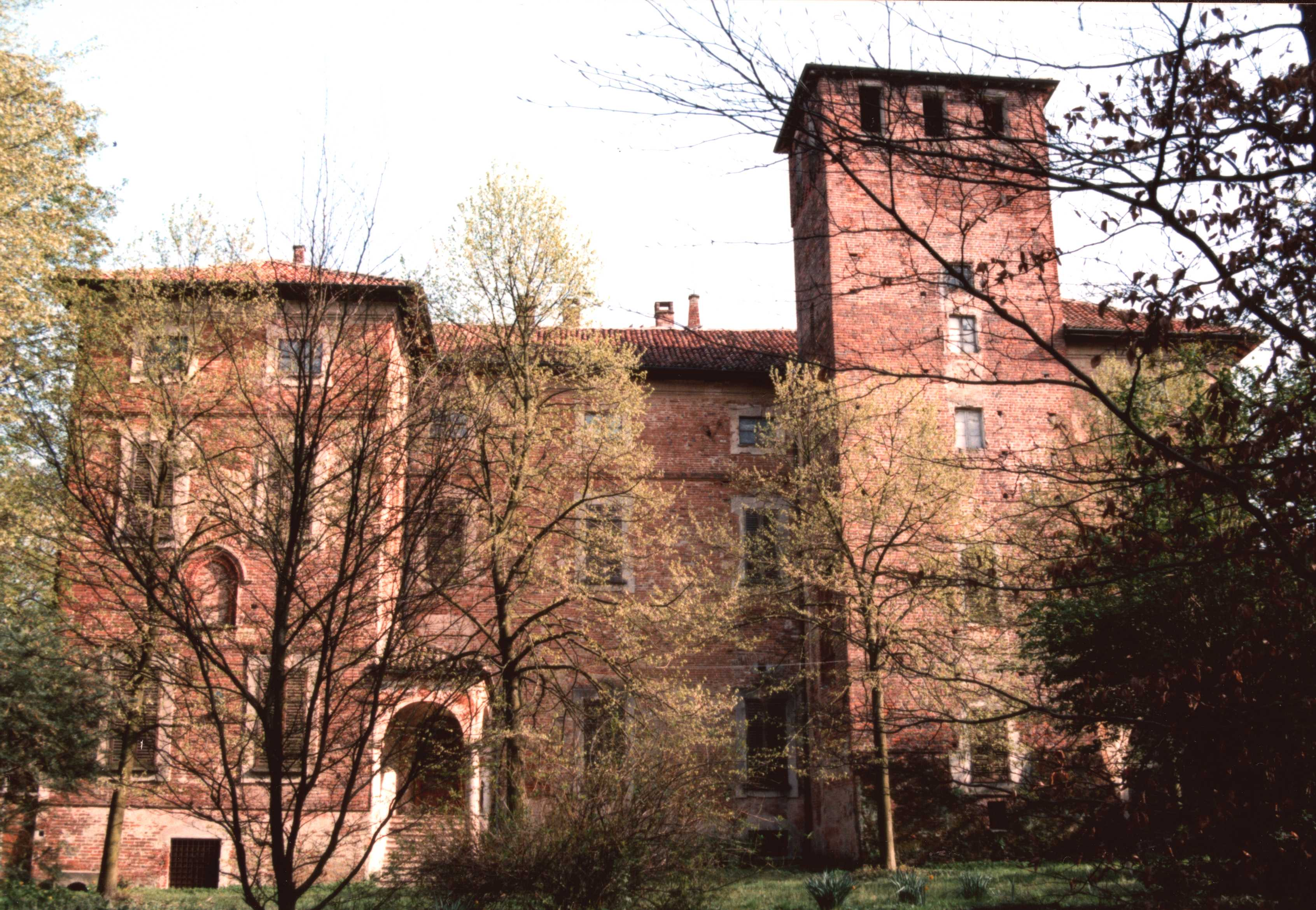
Il Castello di Olevano, lato nord.

Un punto di inizio per la visita di Olevano è il Castello Medievale che sorse, come la maggior parte degli altri fortilizi lomellini, verso il Mille per far fronte alle invasioni degli Ungari; ben presto fu ulteriormente fortificato, dotato di alte torri e di un fossato ad acqua corrente, che in parte sussiste anche oggi. Fu più volte distrutto o danneggiato ma sempre ricostruito e riparato. Gli assalti più noti cui venne sottoposto sono quelli del Barbarossa verso la metà del XII secolo, di Facino Cane nel 1404, delle truppe francesi nel 1557 e degli austro-piemontesi del 1745.
Nel 1758 Gerolamo III de Olevano affidò al suo architetto di fiducia, il pavese Lorenzo Cassani, il compito di sistemare il castello trasformandolo in comoda abitazione. L'artista, seguendo la moda del tempo, la cosiddetta poesia delle rovine, venuta dall'Inghilterra, seppe fondere gli antichi edifici medievali con la nuova costruzione realizzata secondo le forme del barocchetto.

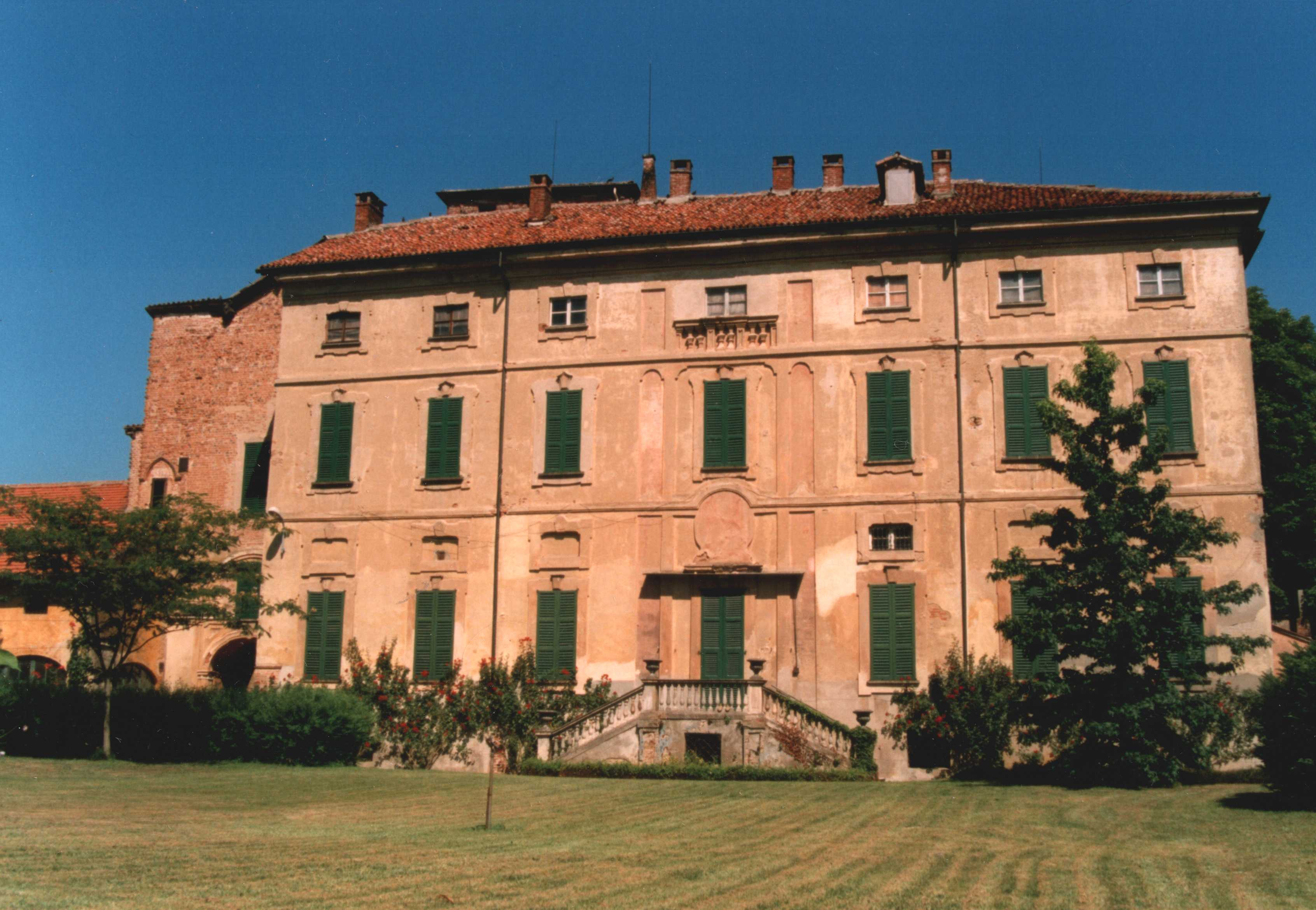
Il Castello di Olevano, lato sud.

Il romantico complesso è immerso in un caratteristico parco ben curato: a sud ha l'aspetto di una bella villa settecentesca mentre a nord presenta l'originaria fierezza delle fortificazioni medievali.
Il corpo murario è del Quattrocento ma l'alta torre a base scarpata risale al XII secolo: è alta 23 metri, coronata da una merlatura ghibellina ed ornata da una cornice seghettata e da due finestrelle in cotto, una monofora ed una bifora. L'accesso avviene attraverso un massiccio portone carraio, ai piedi della torre; sotto l'androne una lapide marmorea rievoca le vicende storiche del castello.
La facciata meridionale segue le forme tranquille ed armoniose delle ville piemontesi dello stesso periodo: ampie finestre incorniciate ed una doppia rampa di scale ne costituiscono gli elementi principali e si armonizzano perfettamente con il romantico giardino ottocentesco.

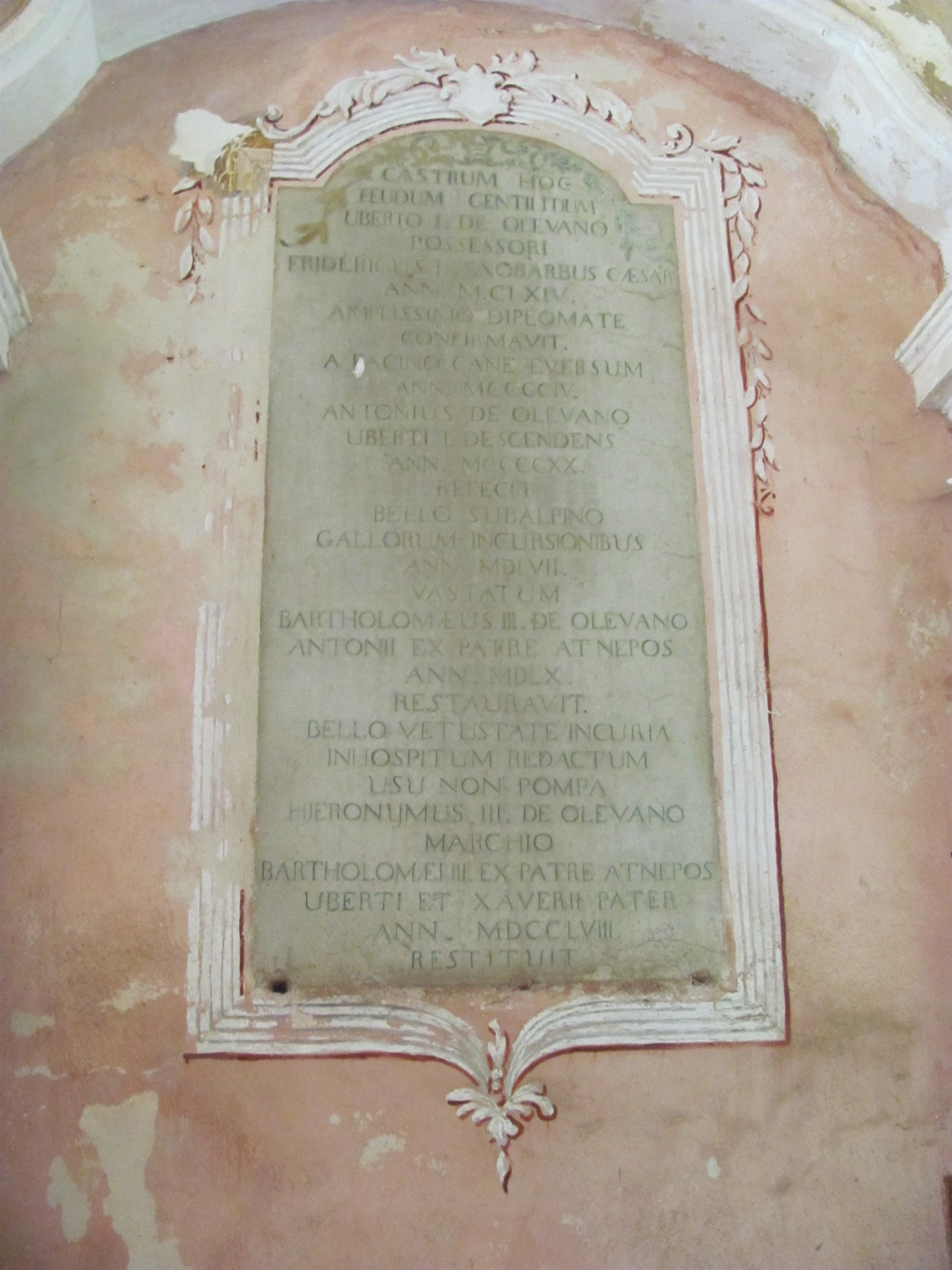
Lapide con le vicende storiche del castello (1758)

### Chiesa del Santissimo Salvatore
Annessa al castello è la piccola chiesa del Santissimo Salvatore, ricordata fin dal XII secolo e restaurata nel 1718. E' ad una navata con una delicata decorazione pittorica e la lapide che ne ricorda il restauro.
Dal castello, per la via Uberto de Olevano, si raggiunge il palazzotto padronale chiamato tradizionalmente "Castelvecchio". Ha pianta rettangolare con i muri perimetrali scarpati; la sua costruzione risale probabilmente al seicento quando doveva servire da residenza per le famiglie che detenevano i diritti feudali. Ora fa parte di un'azienda agricola San Giovanni che comprende anche una grandissima cascina a corte chiusa con stalle, fienili, case a schiera ed una casa padronale ottocentesca.

### Chiesa di San Rocco
Nel centro del paese sorge la chiesa di San Rocco, un tempo oratorio della Confraternita dei SS. Rocco e Sebastiano. La costruzione, risalente al tardo medioevo come farebbe pensare l'alta navata finestrata, ha pianta a croce latina ed una sola navata con volta a botte. Il coro ed il transetto furono aggiunti alla fine del XVII secolo e nel 1830. L'edificio è stato recentemente restaurato e risanato (2006).
Sul lato esterno della chiesa è addossata l'antica sede del comune che ora ospita la ProLoco; fino al 1967 esisteva un grazioso portico con volta a vela, sacrificato per rendere più agevole la viabilità sulla strada provinciale.

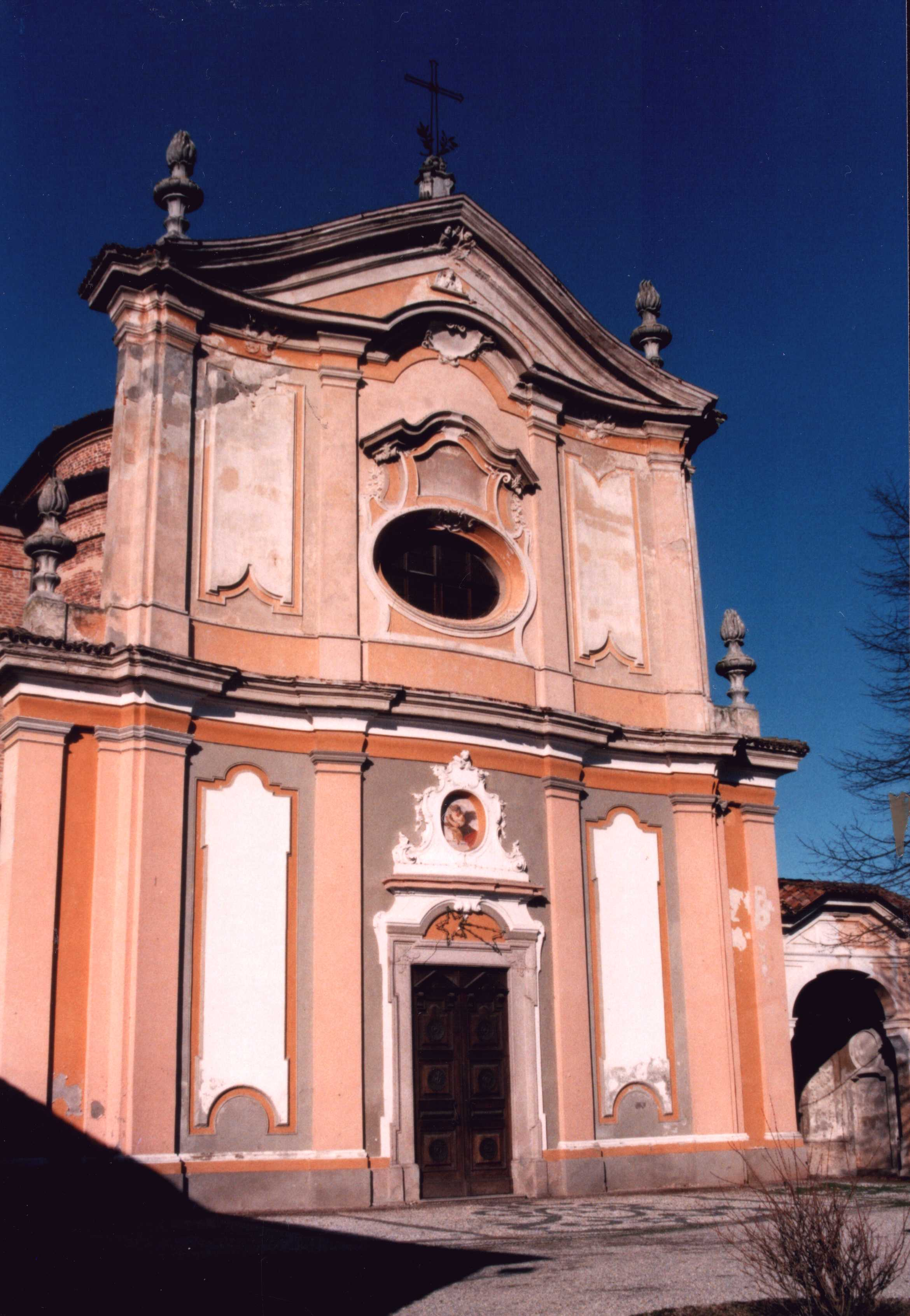
Parrocchiale di San Michele Arcangelo.

### Chiesa di San Michele Arcangelo
Seguendo la strada principale in direzione di Mortara, troviamo la chiesa parrocchiale di San Michele Arcangelo. La primitiva chiesa romanica, ricordata nel 1259, divenne parrocchia nel XVI secolo. Nel 1733 i feudatari olevanesi diedero avvio alla costruzione di una nuova chiesa, completata undici anni dopo.
Il progetto venne affidato all'architetto Lorenzo Cassani illustre esponente del barocchetto pavese. Nella chiesa l'artista espresse nuove tecniche architettoniche e decorative, trasformando la pesantezza del barocco milanese nella tranquilla sobrietà neoclassica. La facciata è giocata leggermente sulla linea curva con ampie finestre decorative.
L'interno, a pianta ellittica con inseriti quattro rettangoli corrispondenti all'ingresso ed ai tre altari, fu affrescato fra il 1897 ed il 1904 dai pittori Luigi Morgari, autore della Lotta di san Michele contro le forze maligne, raffigurata sulla volta, e Vincenzo Boniforti, a cui viene attribuita la Cena del Signore che troneggia sul coro. Dietro l'altare maggiore, realizzato con forme barocche in un unico blocco di marmo, è sistemato un grandioso dipinto del giovane pittore di Candia Felice Truffa (1871-1895), raffigurante la Gloria di san Michele e risalente al 1892.
A sinistra si trova un pulpito barocco con confessionale in noce, mentre più avanti si apre l'altare della Madonna del Rosario, dove si ammira una statua lignea della Vergine, eseguita dal maestro Michele Ferabosco nel 1741, e quattro tele, raffiguranti Sant'Agata, Santa Lucia, Sant'Apollonia e Santa Margherita, attribuite al pittore pavese Carlo Antonio Bianchi (sec. XVIII).
Dello stesso artista sono anche le quattro tele, raffiguranti San Ponzio, Sant'Antonio e due angeli, conservate nell'altare di destra dedicato ai santi Gioachino ed Anna. Da quest'ultimo altare si accede alla cappella della Beata Vergine di Settembre e del Deposito, dove si ammira una statua lignea del cinquecento.
La sacrestia conserva antichi libri e documenti dell'archivio parrocchiale, raccolti fin dal 1595. L'alto campanile risale al 1749.
In via Cesare Battisti, presso il Centro Ricreativo Olevanese, si trova il Museo di Arte e Tradizione Contadina.

### Chiesa della Beata Vergine Assunta
All'incrocio delle strade provinciali per Cergnago e Zeme, sorge la piccola chiesa della Beata Vergine Assunta, costruita verso il 1880 come cappella gentilizia della famiglia Zorzoli che verso la metà dell'800 acquistò la metà delle proprietà degli Olevano. La chiesa ha una sola navata ed un solo altare con un affresco del 1887 raffigurante l'Assunzione in cielo della Vergine del pittore Paolo Maggi.

## Società

### Evoluzione demografica
Abitanti censiti

## Cultura

### Eventi

#### Anguriando
Festival musicale nel secondo fine settimana di Luglio, con piatti come meloni, grigliate e risotti appartenenti alla tradizione lomellina. Degna di nota e la partecipazione alla festa di cantanti noti a livello nazionale e internazionale.

## Economia
L'attività principale è costituita dall'agricoltura con la predominanza della coltivazione del riso; marginali sono le coltivazioni di mais, tabacco e la pioppicoltura. Sul territorio comunale sono presenti alcune aziende artigianali operanti nel settore della carpenteria metallica e della lavorazione della materie plastiche.
Nel 2010 sono iniziati i lavori per la costruzione di un impianto per la produzione di energia elettrica da fonte rinnovabile, di circa 18 MW elettrici (140000 MWh all'anno, sufficienti per un centro di circa 40 000 abitanti). La centrale è realizzata da Maire Tecnimont in qualità di General Contractor con un costo è di circa €80 milioni e rappresenta il primo caso in Italia di reale integrazione della filiera agro-energetica: l'impianto avrà un impatto ambientale minimo, garantendo un significativo contenimento delle emissioni sia in atmosfera che nel sistema idrico.
Il completamento dell'opera, previsto per metà 2011 e ritardato da alcuni ricorsi al TAR ed al Consiglio di Stato, è avvenuto nel settembre 2012 e la centrale è entrata in attività nei primi giorni di ottobre 2012.
La centrale, che può beneficiare degli incentivi previsti per la produzione di energia da risorse rinnovabili per 15 anni, permette di soddisfare il fabbisogno annuale di energia elettrica per circa 50 000 abitazioni, evitando l'emissione in atmosfera di circa 100 000 tonnellate annue di anidride carbonica, rispetto ad un impianto a carbone.
Nel 2013 Tecnimont S.p.A. si è aggiudicata il premio "Bronze Winner" nella categoria Big Size project nell'ambito degli IPMA International Project Excellence Award 2013 per il progetto della Centrale a Biomassa legnosa di Olevano di Lomellina (Pavia).

## Infrastrutture e trasporti
Il comune è servito da una propria stazione ferroviaria sulla linea Novara-Alessandria.